# Strigocossus crassa
Strigocossus crassa is een vlinder uit de familie houtboorders (Cossidae). De wetenschappelijke naam van deze soort werd voor het eerst gepubliceerd in 1782 door Dru Drury.
De soort komt voor in tropisch Afrika waaronder Gambia, Sierra Leone, Ivoorkust, Ghana, Nigeria, Kameroen, Gabon, Congo-Kinshasa, Oeganda, Angola, Zuid-Afrika en Eswatini.
De rups leeft op soorten van het geslacht Cassia (Fabaceae).